# Grão-Porto

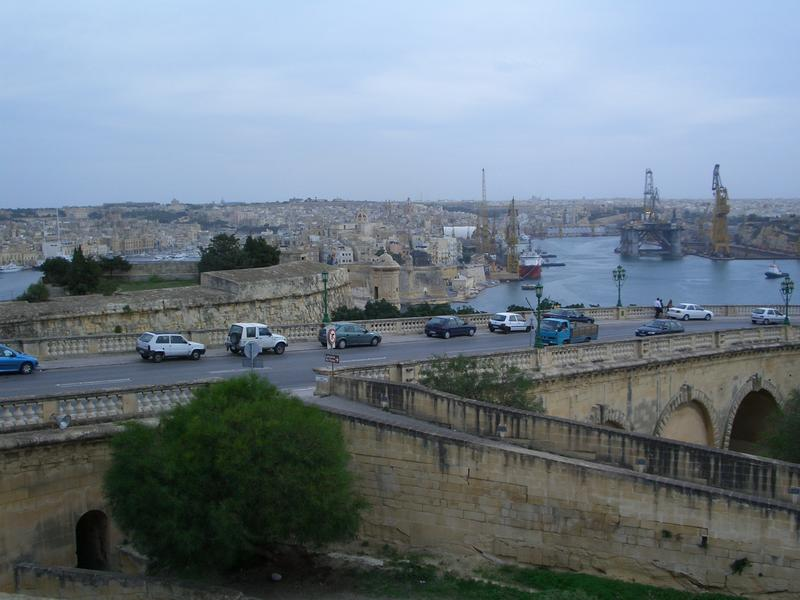
Grão-Porto ou Porto Grande.

Grão-Porto ou Porto Grande, em inglês: Grand Harbour e em maltês: Il-Port il-Kbir, é um porto natural na ilha de Malta. Foi utilizado como porto desde os tempos do Império Romano. Está separado do porto de Marsamxett pela península de Valeta.